# Acanthis
Acanthis es un género de aves paseriformes perteneciente a la familia Fringillidae.

## Especies
El género contiene tres especies:
- Acanthis flammea (Linnaeus, 1758): pardillo norteño;
  - A. f. flammea (Linnaeus, 1758);
  - A. f. rostrata (Coues, 1861);
  - A.f. islandica (Hantzsch, 1904)
- Acanthis cabaret (Status Müller, PL, 1776): pardillo alpino;
- Acanthis hornemanni (Hoböl, 1843): pardillo del ártico;
  - A. h. exilipes (Coues, 1862)
  - A. h. hornemanni (Hoböl, 1843);